# Водосбор канадский
Водосбо́р канадский, или аквиле́гия  канадская (лат. Aquilegia canadensis)— многолетнее травянистое растение, вид цветковых растений семейства лютиковых (Ranunculaceae). Аборигенный вид лесов и каменистых склонов восточной части Северной Америки, ценится за свои красно-жёлтые цветы. Легко скрещивается с другими видами рода Водосбор (Aquilegia).

## Описание
Многолетнее травянистое растение высотой 15–90 см. 
Листья тройчатые, похожие на папоротник, разделены на дольки и сгруппированы по три, растут от основания и от цветоносных стеблей. 
Цветки 2,5–5 см в длину, имеют жёлтые лепестки с красным шпорцем и красными чашелистиками. Появляются поздней весной (обычно в мае и июне), покачиваясь на стеблях над листьями. Круглый конец шпорца содержит нектар, который ищут бабочки и колибри. 
Кормовое растение для гусениц Erynnis lucilius из рода бурокрылок (Erynnis) .

## Выращивание
Aquilegia canadensis — высокодекоративное растение, ценимое за привлекательную листву и эффектные цветы. По этой причине его широко выращивают за пределами родного региона, в умеренных регионах Северного полушария.
Растение легко размножается семенами и зацветает на второй год после посева. Оно сравнительно долго живет в саду. Хорошо растёт в тени и на солнце при достаточном увлажнении.
Сорт «Little Lanterns» вырастает всего до 25 см. Также считается, что он имеет более высокую устойчивость к минирующей моли. 

## Другие применения
Коренные североамериканские племена использовали различные части красного водосбора в качестве природного средства от таких недугов, как головная боль, боль в горле, лихорадка, сыпь, вызванная ядовитым плющом, стоматит, проблемы с почками и мочевыводящими путями, а также проблемы с сердцем. Мужчины коренных народов Америки также натирали руки измельченными семенами в качестве любовного амулета.  

## Токсичность
Канадский водосбор содержит цианогенный гликозид, который выделяет ядовитый цианистый водород при повреждении растения. 

## Распределение
Aquilegia canadensis встречается на всей территории США (AL, AR, CT, DC, DE, FL, GA, IA, IL, IN, KS, KY, MA, MD, ME, MI, MN, MO, MS, NC, ND, NE, NM, NH, NJ, NY, OH, OK, PA, RI, SC, SD, TN, TX, VA, VT, WI, WV) и Канады (MB, NB, ON, QC, SK, BC). 

## Индикатор состояния водно-болотных угодий
Водно-болотные угодья являются чрезвычайно ценным, но ограниченным ресурсом в США. Индикатор статуса водно-болотных угодий используется для определения того, какие местные виды растений могут предоставить информацию о наличии водно-болотных угодий на данной территории. По сути, если растение процветает в определенной местности, это означает, что там больше вероятность наличия водно-болотных угодий. Одним из таких видов является Aquilegia canadensis.
- Регионы 1–5: Факультативная вероятность (ФАС) в равной степени (вероятность возникновения водно-болотных угодий и не водно-болотных угодий составляет 34–66%).
- Регион 6: Факультативные водно-болотные угодья (ФВБУ): обычно встречается на водно-болотных угодьях (оценочная вероятность 67–99%), но иногда встречается и на незаболоченных территориях.

## Галерея

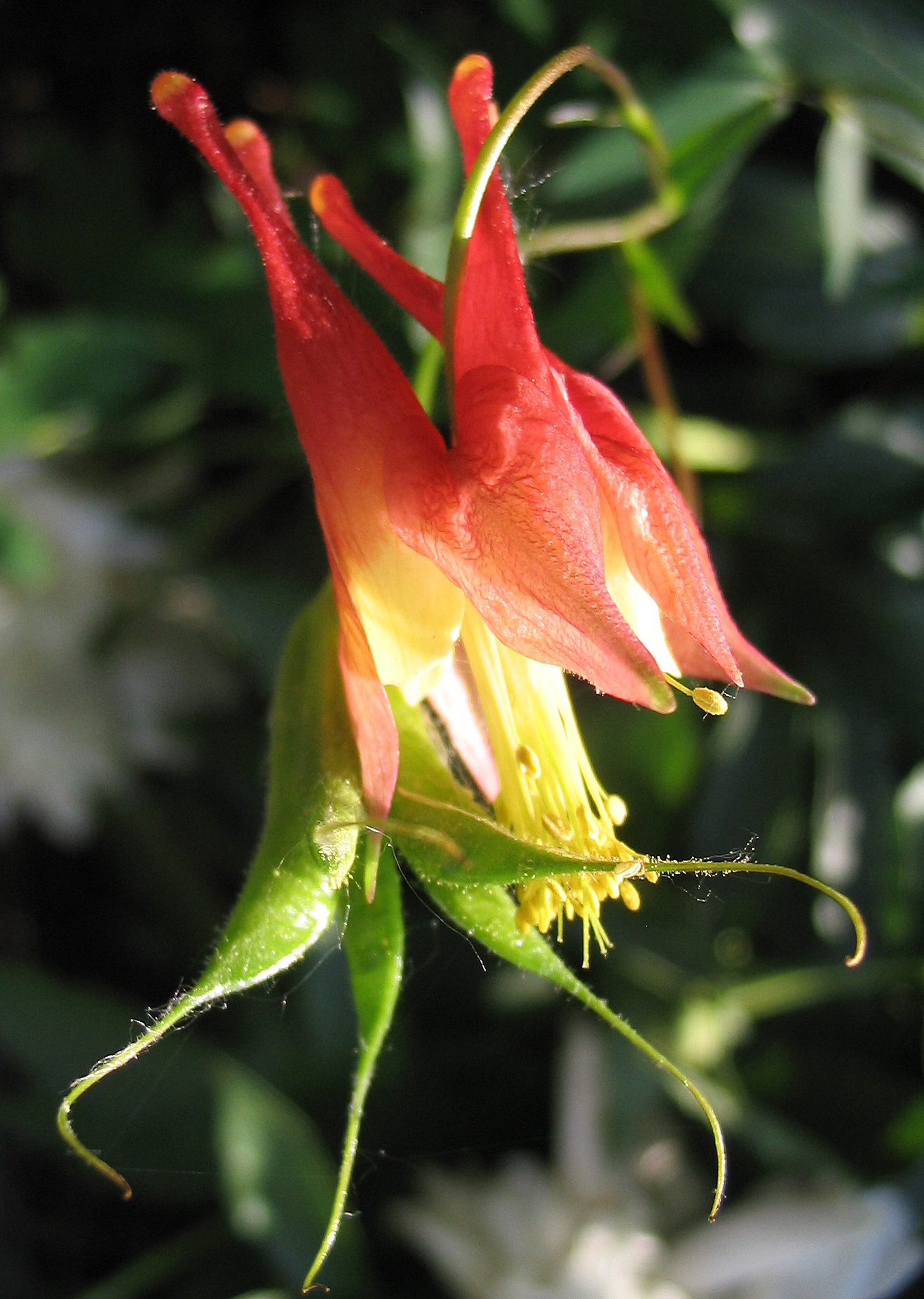
Цветок и семенная коробочка
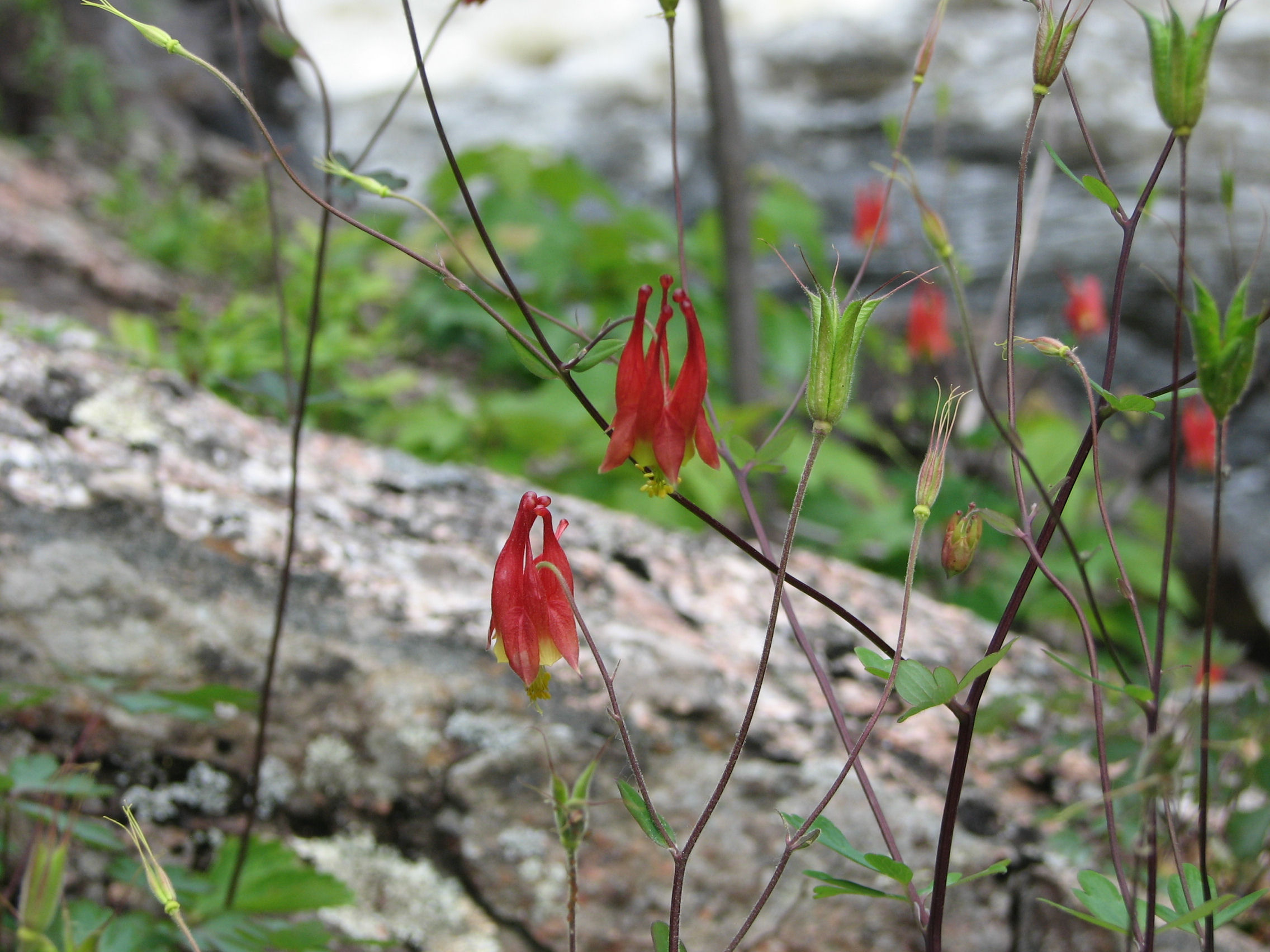
В среде обитания
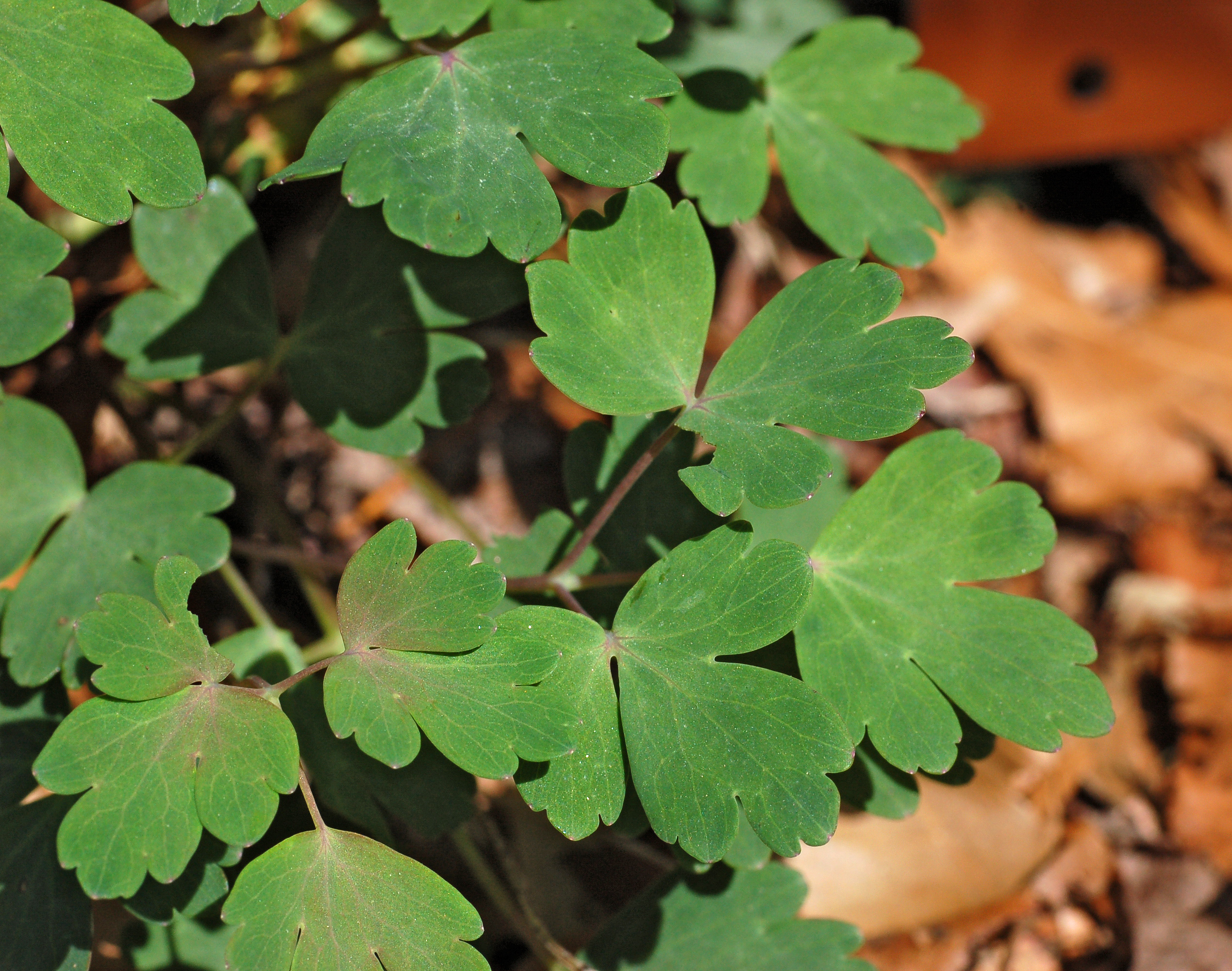
Листья
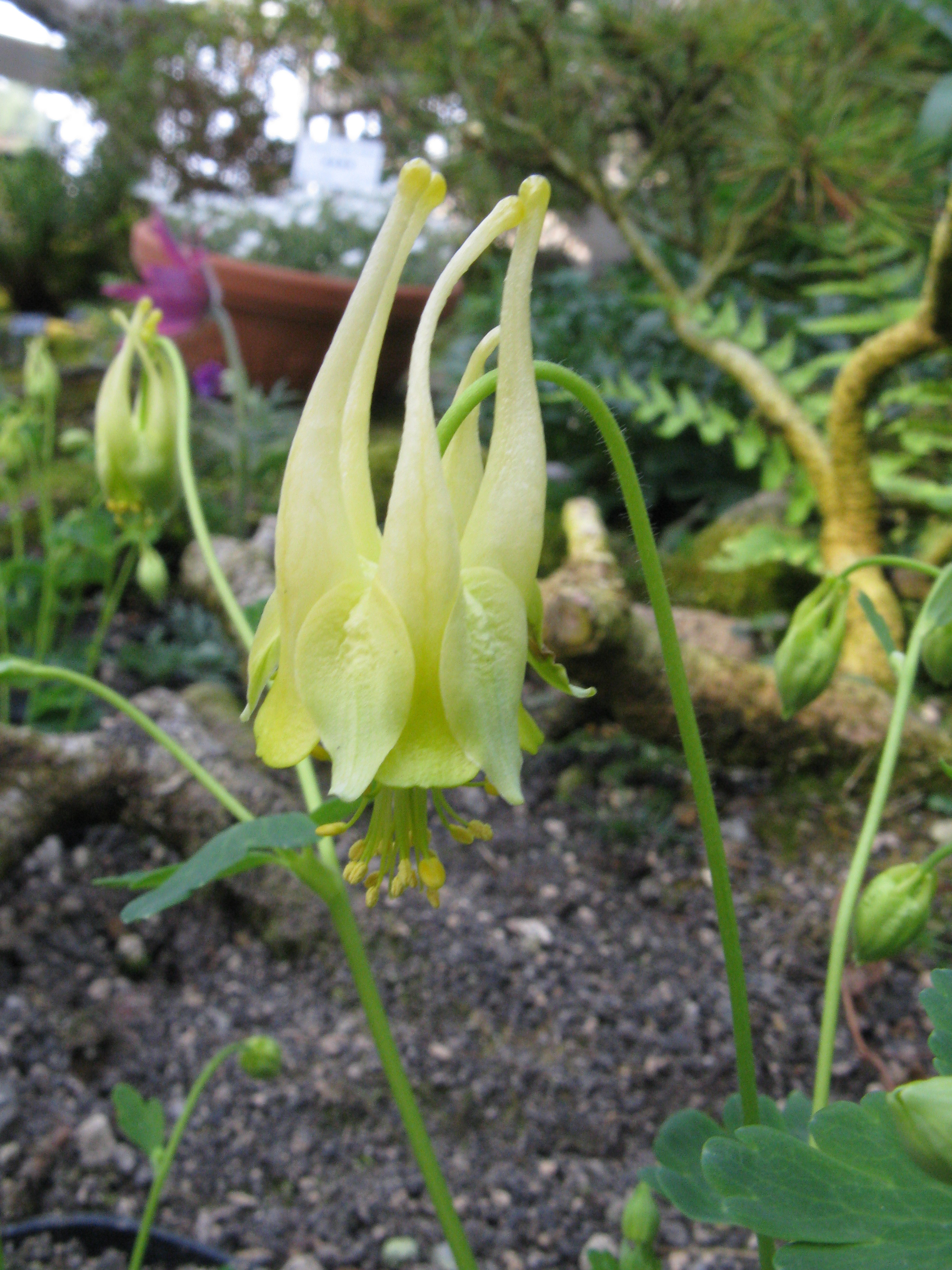
Желтый сорт «Корбетт»
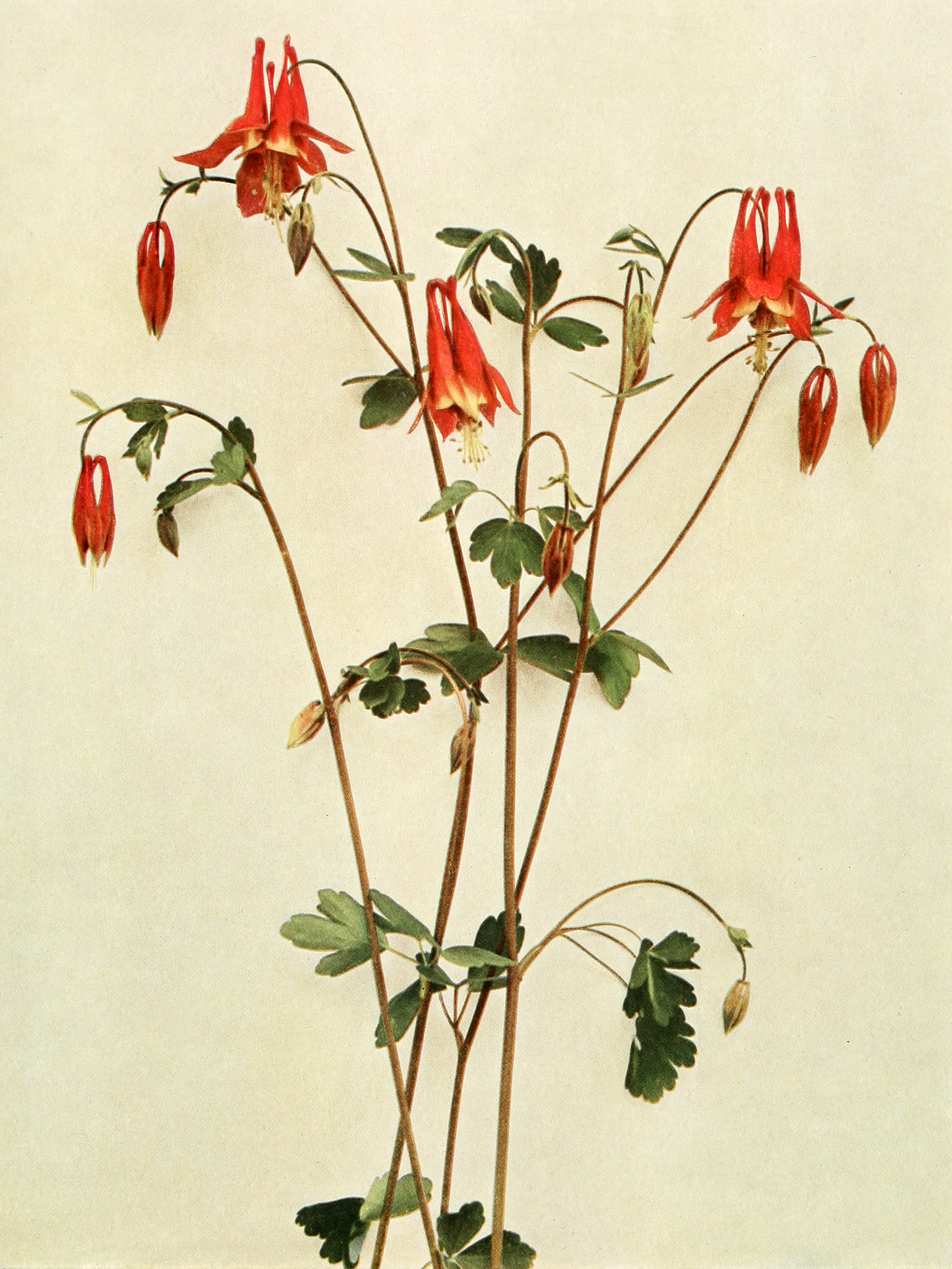
Иллюстрация

## Внешние ссылки
- Сеть идентификации местных растений
- Лесная служба США — Чествование полевых цветов
- Коннектикутское ботаническое общество
- Растения Миссури
- Полевые цветы Иллинойса
- Департамент природных ресурсов Мичигана
- Флоридата
- «Маленькие фонарики» — Сад Пагата